# Serial Records
 (juin 2010).
Si vous disposez d'ouvrages ou d'articles de référence ou si vous connaissez des sites web de qualité traitant du thème abordé ici, merci de compléter l'article en donnant les références utiles à sa vérifiabilité et en les liant à la section « Notes et références ».
Serial Records est un label de musiques électroniques créé à Paris en 1995 et dirigé par Rodolphe Lejeune. Le label a produit depuis sa création plus de cinquante maxis vinyles, sept compilations CD et de nombreux remix. On retrouve des productions deep-house, tech house, electro, dancefloor avec des artistes tels que Didier Sinclair, Muttonheads, Serial Crew, Les Soldiers Of Twilight, Demon Ritchie, DJ Fex, DJ Rork, Mathieu Bouthier, Arno Cost, Norman Doray.

## Historique du label
- 1999 : Didier Sinclair et Djulz rejoignent Serial. Le succès du single de Didier Sinclair Lovely Flight aidera le label Serial à être mieux reconnu. Au même moment les Soldiers of Twilight sortent leur premier maxi dans un style opposé, deep-house, début d’une série.
- 2002 : Après le succès du titre Believe des Soldiers of Twilight arrive celui de DJ FEX Indie Walk, hymne de la Technoparade, sorti en CD 2 titres.
- 2004 : En janvier, le site internet du label voit le jour.
- 2009 : Serial sort la compilation French Do It Better 3 mixée par Mathieu Bouthier, avec les tubes Last Forever de Norman Doray et Tristan Garner, Golden Walls de Arno Cost & John Dahlbäck, RedBlack d’Arias, Cyan d'Arno Cost classé dans les charts anglais et présenté à l'émission Pete Tong New Tune, et une compilation Serial Mix mixée par Norman Doray.
- 2010 : La sortie en avril de Together in Electric Dreams de Mathieu Bouthier, The Feeling de Dabruck and Klein, Set Me Free de Phonat, Riverside du Dj néerlandais Sidney Samson.
- 2013 : Le label crée une nouvelle division plus underground : 96 Musique dont la première sortie est The Avener avec son single Fade Out Lines.

### Catalogue
- E 001 - Eglantine (Feel Mr Dee - Shepper)
- E 002 - Eglantine (Melodrame - Time To... Love)
- M 001 - Paris Angeles (Hardgroove - Stuff)
- M 002 - Paris Angeles ((Psg)Paris Super Groove - Lovin' 4 U - Filter Delux)
- SERL 001 - Soldiers Of Twilight (Believe)
- SERL 002 - Soldiers Of Twilight (Take You There - Drive On)
- SERL 003 - DJ F.E.X. (Indie Walk)
- SERL 004 - Herald ft. Gee (You Know - Crazy - Midnight Sun)
- SERL 005 - Soldiers Of Twilight (City Life)
- SERL 006 - Demon Ritchie (Only In New York - Someone To Love - La Plage)
- SERL 007 - Soldiers Of Twilight (Beautiful)
- SERL 008 - Soldiers Of Twilight  (City Life - Believe)
- SERL 009 - Soldiers Of Twilight (Would You Share)
- SERL 010 - Soldiers Of Twilight  (City Life - Believe)
- SER 006 - Paris Angeles (Carl Fish - Photo - Dirty D)
- SER 007 - DJ Bertrand (Fuckin' Filter - DJ Tools - Ivan's Cube Cleaning - Direct To Beach)
- SER 008 - Paris Angeles (Foot Your Hospital - Soupa Nova - Circus)
- SER 009 - DJ Rork & Demon Ritchie (I Wanna See You Come Down)
- SER 010 - Floyd & Venturi (In Love We Trust - Pink In 2 Minutes - Deepness Love - From A To Zen)
- SER 011 - Eglantine (Unity) - Venturi (High Street) - Demon Ritchie (To Find A Friend)
- SER 012 - Paris Angeles (Sexy - Hardgroove - Brit Mich - Stuff)
- SER 013 - DJ Bertrand (Extra Nite - 9 AM Tool - Arkestark - Backroom and Poppers)
- SER 014 - Demon Ritchie (Bisco Phonk - Craze - Dance Craze - 70 More)
- SER 015 - Didier Sinclair & Chris Pi (Mind Games EP)
- SER 016 - D'Julz (Dargon - X-Echo - Crossing Roads - Live In Space)
- SER 017 - Soldiers Of Twilight (Mainstreet)
- SER 018 - Didier Sinclair & Chris Pi (Groove 2 Me - Devotion - Smoky Night)
- SER 019 - Soldiers Of Twilight (Take You There)
- SER 020 - Kut N'Paste (Dog Island - Holy Dayz - Emerald)
- SER 021 - Didier Sinclair (Rush Hour - Take  A Trip - Lovely Flight)
- SER 022 - D'Julz (Global Village - Always Too Late - Acid Flavor)
- SER 023 - Soldiers Of Twilight (Drive On)
- SER 024 - Soldiers Of Twilight (Believe)
- SER 025 - DJ F.E.X. (I Feel U - Oh Babe)
- SER 026 - Yann Fontaine (Lettin Go - Bongo - Dirty Weekend - Bay Bay)
- SER 027 - Didier Sinclair (Lovely Flight)
- SER 028 - Didier Sinclair (Galactix - Upside Night)
- SER 029 - DJ F.E.X. (Indie Walk - A Night With - Last Dance)
- SER 030 - Carlos Fauvrelle (Talking)
- SER 031 - D'Julz (Reversal Luv)
- SER 032 - Djinxx (In The Dark - Birdy Day - Why Not)
- SER 033 - Sanki Panki (Gladness - Wake Up And Groove)
- SER 034 - Tom Pooks (The Way - Do You Want - Don't Worry)
- SER 035 - DJ F.E.X. (Alright - Right Here - It is Real)
- SER 036 - Sanki Panki (Get On - Waiting 4 U)
- SER 037 - Tom Pooks (Sultan)
- SER 038 - DJ F.E.X. (Get Stoned)
- SER 039 - Didier Sinclair & Chris Pi (Groove To Me)
- SER 040 - Muttonheads - (To You)
- SER 041 - Monkey Business (Get Down - Classic)
- SER 042 - Insiders ft. Andrea (Shake It - Done)
- SER 043 - Muttonheads (To You)
- SER 044 - Muttonheads (Smashing Music)
- SER 045 - Didier Sinclair & Chris Pi (Heavenly)
- SER 046 - Didier Sinclair & Chris Pi (Fantasy World)
- SER 047 - Muttonheads (I'll Be There)
- SER 049 - Serial Crew (Need U)
- SER 050 - Ben Macklin (Feel Together)
- SER 051 - Ben Macklin (Feel Together)
- SER 052 - The Freshmakers (Let U Go)
- SER 053 - Muttonheads (Lone Rider)
- SER 054 - Arno Cost & Arias (Magenta)
- SER 055 - Muttonheads (My Dancefloor Recipe)
- SER 056 - Mathieu Bouthier & Muttonheads (Make Your Own Kind Of Music)/ USM
- SER 057 - Norman Doray (Jet Lag)
- SER 058 - Didier Sinclair ft. Lidy V (Feel The Wave)/ USM
- SER 059 - Arias (Flyin - Thoughts Of Love)
- SER 060 - Muttonheads (Acid)
- SER 061 - Ran Shani (Kyoto Nights)
- SER 062 - Mathieu Bouthier vs Muttonheads ft. Chaff (Remember)/ USM
- SER 063 - Kama & Mac Gregor (Level Up)
- SER 064 - Muttonheads (Ready)
- SER 065 - Arias (I Miss U - Sweet Melody)
- SER 066 - Difeno & Aalls ft. Karine Lima (Touch Your Mind) pt1
- SER 067 - Difeno & Aalls ft. Karine Lima (Touch Your Mind) pt2
- SER 069 - Arno Cost & Norman Doray (Apocalypse)
- SER 070 - Arias (Tutu - Espana Mi Corazon)
- SER 071 - Didier Sinclair (Do You Speak)/ USM
- SER 072 - Sven-K & Muttonheads (Etheral Sunshine)
- SER 073 - Arno Cost (Souvenir)
- SER 074 - Norman Doray (Krystal)
- SER 075 - Mathieu Bouthier et Muttonheads (Need U 2008)
- SER 076 - Seb Benett & Arias (Dancin)
- SER 077 - Muttonheads (Sound Of Voice - Macrocosme)
- SER 078 - Michael Feiner ft. Daniel Lindstrom (Saturday Night)
- SER 079 - Norman Doray & Tristan Garner (Last Forever)
- SER 080 - Arno Cost (Darling Harbour)
- SER 081 - Difenalls (No Matter)
- SER 082 - Arias (Red Black - Love Candle)
- SER 083 - John Dahlback & Arno Cost (Golden Walls)
- SER 084 - Arias & Sandy Vee (Back In The Day)
- SER 085 - Mathieu Bouthier ft. Chaff (In My Head)/ USM
- SER 086 - Arno Cost (Cyan)
- SER 087 - Arias (Burning Heart - TQ)
- SER 088 - Kelly Street (I Stay)
- SER 089 - Swanky Tunes (Hyperspace - Indigo - Nano)
- SER 090 - Sidney Samson (Riverside)
- SER 091 - Jean Marie K & Doc Gee (Come To My Party)
- SER 092 - Norman Doray & Albin Myers (Drink N Dial)
- SER 093 - Seb Benett (Star Airlines)
- SER 094 - Arias (Atlantic - Saira)
- SER 095 - Michael Feiner (Peace)
- SER 096 - Michael Feiner (Must Be The Music)
- SER 097 - Jean Elan (Killer)
- SER 098 - Jyack Alls (Lift You Up)
- SER 099 - DJ Lazz & Monsieur Al ft. Kaysee (Fall Behind)
- SER 100 - Mathieu Bouthier (Together in Electric Dreams)/ USM
- SER 101 - David Deejay ft. Dony (Sexy Thing)
- SER 102 - Ela Rose ft. David Deejay (I Can Feel)
- SER 103 - Norman Doray (Tobita)
- SER 104 - Arias & Arno Cost ft Michael Feiner (The Days To Come)
- SER 105 - Sidney Samson ft. Lady Bee & Bizzey (Come On Let's Go)
- SER 106 - Dabruck & Klein feat. Michael Feiner (The Feeling)
- SER 107 - Phonat (Set Me Free)
- SER 108 - Sidney Samson feat. Wizard Sleeve (Riverside (Let's Go))
- SER 109 - Jean Elan (Serious)
- SER 110 - The Good Guys feat. Tesz Millan (Spotlight)
- SER 111 - Tune Brothers feat. Anthony Locks (I Like It 2010)
- SER 112 - Muttonheads feat. Alex Alvarez (Moment Of Happiness)/ USM
- SER 113 - Micha Moor (Learn To Fly)
- SER 114 - Deniz Koyu (What We Are)
- SER 115 - Olav Basoski (Snapped)
- SER 116 - Syke'n'Sugarstarr & DBN feat. Cosmo Klein (My Belief)
- SER 117 - Markus Binapfl & Denis The Menace feat. Inusa Dawuda (Rainbow)
- SER 118 - Albin Myers & Dabruck & Klein (Lönnerberga)
- SER 119 - Mathieu Bouthier feat. Marine Mancini (New York City)/ USM
- SER 121 - Jean Marie K & Doc Gee (All Night Long)
- SER 122 - DBN (Chicago)
- SER 123 - Stafford Brothers & Jean Elan (Sing For Me)
- SER 124 - Jyack Alls (Hypnotized)
- SER 125 - Tim Berg (Bromance)
- SER 126 - Lanfranchi & Farina feat. Ray Johnson (Sun & Love)
- SER 127 - Sebastien Drums & Avicii (My Feelings For You)
- SER 128 - David Tort & Norman Doray (Chase the Sun)
- SER 129 - Love Unit (Jessie's Song)
- SER 130 - Deniz Koyu feat. Jason Caesar (Losing Control)
- SER 131 - Yenson (My Feeling)
- SER 132 - Tristan Casara ft. Max Fredrikson (Amour (Love Her))
- SER 133 - Robert Ramirez (Sick of Love)
- SER 134 - Crystal Waters vs Fred Pellichero (Say Yeah!)
- SER 135 - Mischa Daniels feat. J-Son (Where You Wanna Go)
- SER 136 - DBN & Tommy Trash (Bomjacker)
- SER 137 - Tim Berg, Norman Doray & Sebastien Drums (Tweet It)
- SER 138 - Mathieu Bouthier ft. Gilles Luka (Before You Go)
- SER 139 - Tim Berg (Seek Bromance)
- SER 140 - Muttonheads ft.Eden Martin (Trust You Again)
- SER 141 - Stephan Evans ft. Tamra Keenan (Let's Get Together)
- SER 142 - DJ Lazz & Kitsch 2.0 ft. Cameleo (More of Your Luv)
- SER 143 - Matt Caseli & Danny Freakazoid (Sign Your Name (Across My Heart))
- SER 144 - Nadia Ali (Rapture)
- SER 145 - John Sellem ft. Ray Isaac (Away)
- SER 146 - Mr Jack From Arkham (Everyday)
- SER 147 - Dimitri Vegas, Like Mike, Dada Life & Tara Mcdonald (Tomorrow (Give In to the Night))
- SER 148 - Dabruck & Klein and Jean Elan (I've Got My Pride (Hold My Head High))
- SER 149 - Mischa Daniels ft. Tara Mcdonald (Beats For You)
- SER 150 - Arno Cost (Lise)
- SER 151 - Addict DJs ft. Jay Delano (Amazing)
- SER 152 - Micha Moor & Epiphony (Break My World)
- SER 153 - Nello Simioli & Black (Hands Up)
- SER 154 - Henry John Morgan (Dreaming on the Air)
- SER 154b - Henry John Morgan (A Dream)
- SER 155 - Love Unit (2 Times)
- SER 156 - John Sellem (Dark Energy)
- SER 157 - Deelay feat. Tania Thunder (Kiss Me In the Sky)
- SER 158 - Dabruck & Klein ft. Stella Attar (Heartbeat)
- SER 159 - Avicii & Sebastien Drums (Snus)
- SER 160 - Armin Van Buuren feat. Laura V (Drowning)
- SER 161 - Matisse & Sadko ft. Ollie James (We're Not Alone (Hi Scandinavia!))
- SER 162 - Jean Elan ft. Cosmo Klein (Feel Alive)
- SER 162b - Jean Elan ft. Cosmo Klein (Feel Alive (Chill Out Mixes))
- SER 163 - Marcus Maison & Will Dragen (Another Dimension)
- SER 163b - Marcus Maison & Will Dragen ft. Amba Sheperd (Reign (Another Dimension))
- SER 164 - Crystal Waters vs Bellani & Spada (When People Come Together)
- SER 165 - Tom Hangs feat. Shermanology (Blessed)
- SER 166 - Swanky Tunes (Xoxo)
- SER 167 - Nadia Ali (When It Rains)
- SER 168 - Nari & Milani & Cristian Marchi ft. Shena (Take Me to the Stars)
- SER 169 - Dimitri Vangelis & Wyman vs The Funktuary (Ignited)
- SER 170 - Ferry Corsten (Feel It)
- SER 171 - Jay Kay ft.Flo Rida & Smokey and Git Fresh (What the Girls Like)
- SER 172 - Chris Reece ft. Jennifer Needles (Never Let Me Go)
- SER 173 - Armin Van Buuren ft. Nadia Ali (Feels So Good)
- SER 174 - Matisse & Sadko (Svenska)
- SER 175 - Ralph Good ft. Polina Griffith (SOS)
- SER 176 - Dwaine ft. Diddy & Keri Hilson & Trina (U R A Million $ Girl)
- SER 177 - Avicii (Malo)
- SER 178 - Avicii (Street Dancer)
- SER 179 - Deft Duo (Androit Jerk)
- SER 180 - Norman Doray (Kalifornia)
- SER 181 - Muttonheads ft. Eden Martin (Going Away)
- SER 182 - Tristan Casara ft. Wesley Avery & I-Rock (Can't Wait)
- SER 183 - Mehrbod vs Chris Garcia ft. Jus Charlie (What's Your Name)
- SER 184 - Nikita (Bite)
- SER 185 - Franck Dona ft. Devon D (The Greatest Show On Earth)
- SER 186 - Mathieu Bouthier ft. I-Rock & Mary (Musical Candy)
- SER 187 - Fred Pellichero ft. Mandy Ventrice (Psychopath)
- SER 188 - Verona (Hey Boy)
- SER 189 - Mischa Daniels & Sandro Monte ft. J-Son (Simple Man)
- SER 191 - EDX ft. Sarah McLeod (Falling Out of My Love)
- SER 192 - Armin Van Buuren ft. Adam Young (Youtopia)
- SER 193 - The Discoboys (Around the World)
- SER 194 - Micha Moor (Space 2012)
- SER 195 - Tim Berg (Before This Night Is Through (Bad Things))
- SER 196 - Swanky Tunes & Hard Rock Sofa (I Wanna Be Your Dog)
- SER 197 - Niels Van Gogh vs Daniel Strauss (Emergency)
- SER 198 - Yenson (Lifelike - In & Out)
- SER 199 - Daddy's Groove (Wild World)
- SER 199b - Daddy's Groove ft. Skin (Crazy (Wild World))
- SER 200 - Mathieu Bouthier ft. Sophie Ellis-Bextor (Beautiful)
- SER 201 - Mihai Ristea (Sexy Eyes)
- SER 202 - Shaka Muv ft. DJ MEG (Illegal)
- SER 203 - Loic Steven & Vyktor Nova (Down)
- SER 204 - L-Penillo ft. Paolo Ravley (I Want You)
- SER 205 - Pier Poropat (Tubular)
- SER 206 - Cosmic Gate ft. Emma Hewitt (Be Your Sound)
- SER 207 - Tonka (Aliens & Earthlings)
- SER 208 - EDX ft. John Williams (Give It Up For Love)
- SER 209 - EDX ft. Nadia Ali (This Is Your Life)
- SER 210 - Laidback Luke, Arno Cost & Norman Doray (Trilogy)
- SER 211 - Anton Wick ft. Valentina J. Woods (Take On Me)
- SER 212 - Norman Doray (Leo)
- SER 213 - Stephan Evans (Pulse)
- SER 214 - Muttonheads ft. Eden Martin & Big Joe (All Night Long)
- SER 215 - Norman Doray ft. Andreas Moe (Cracks)
- SER 216 - Jerome (Stars)
- SER 217 - D.O.N.S. & Maurizio Inzaghi ft. Philippe Heithier (Searching For Love)
- SER 218 - Karmin Shiff and Lik & Dak (Baila Morena (Oye Z***a)
- SER 219 - Hangwolves (Milky way)
- SER 220 - Da Hool ft. Jay Cless (She Plays Me Like a Melody)
- SER 221 - Tristan Casara (Voyages & Chantage)
- SER 222 - Michael Feiner & Caisa (I Do)
- SER 223 - Muttonheads (My Dancefloor Recipe vol.2)
- SER 224 - ATB ft. Ramona Nerra (Never Give Up)
- SER 225 - Mischa Daniels ft. U-Jean (That Girl)
- SER 226 - Soré (Different)
- SER 227 - Stefan Dabruck & Tocadisco (Saturn)
- SER 228 - Eddie Thoneick & Norman Doray (Celsius)
- SER 229 - Arno Cost (Lifetime)
- SER 230 - Amélie (Ce Soir (Esta Noche))
- SER 231 - Norman Doray & Nervo ft. Cookie (Something to Believe In)
- SER 232 - Jean Elan vs William Naraine (I Don't Care)
- SER 233 - Matteo ft. Stella (Psuh It)
- SER 234 - Franck Dona ft. Manny (Baila)
- SER 235 - Sultan & Ned Shepard ft. Nadia Ali (Call My Name)
- SER 236 - Sultan & Ned Shepard vs Thomas Sagstad ft. Dirty Vegas (Somebody To Love)
- SER 237 - Crystal Waters with Musique Boutique (Gypsy Woman)
- SER 238 - Dr. Bellido ft. Papa Joe (Senorita)
- SER 239 - Dikko (In the Night)
- SER 240 - Arno Cost (Head Up)
- SER 241 - Lumidee ft. Pitbull vs Nicola Fasano & Steve Forest (Crazy)
- SER 242 - Rasmus Faber & Syke 'N' Sugarstarr (We Go Oh)
- SER 243 - Dubl Dutch (Do You Speak English?)
- SER 244 - Anton Wick ft. Mod Martin (Revolution Love)
- SER 245 - Mathieu Bouthier & Shamel (Only For the Brave)
- SER 246 - Mathieu Bouthier & Shamel (Save Me)
- SER 247 - Smiley (Dead Man Walking)
- SER 248 - Ain't No Love (Love Me Lots)
- SER 249 - Tristan Casara (Potatoes)
- SER 251 - Tristan Casara (Leaving Paris)
- SER 250 - Muttonheads feat. Eden Martin (Snow White (Alive))
- SER 252 - Norman Doray (Troublemaker)
- SER 254 - Norman Doray (Filtré)
- SER 255 - Laserkraft 3D (Jumpin')
- SER 256 - Muttonheads ft. Eden Martin (Dancing With the Stars)
- SER 257 - Casara & Monier (Elystar)
- SER 258 - Niels Van Gogh (Pornstar)
- SER 259 - DJ Phantom (Crazy)
- SER 260 - Arno Cost & Greg Cerrone (Nightventure)
- SER 261 - Tony Romera & Matthieu Bouthier (Action)
- SER 262 - Arston (Zodiac)
- SER 263 - Arno Cost & Norman Doray ft. Dev (Darkest Day)
- SER 264 - Mathieu Bouthier (F#ck U / Cézembre)
- SER 265 - The Disco Boys & Cuebrick (Watch Out)
- SER 266 - Hailing Jordan (Wolfhound)
- SER 267 - Arias & Greg Cerrone (Foot Steps)
- SER 268 - Jack Holiday & Sash! (Encore Une Fois)
- SER 269 - Arno Cost & Norman Doray (Strong)
- SER 270 - Ferry Corsten ft. Jenny Wahlström (Many Ways)
- SER 271 - Muttonheads ft. Eden Martin (Stronger Than Ever)
- SERC 01 - Serial Recordings Vol. 1
- SERC 02 - Serial Recordings Vol. 2 Fluid Combustibles For Delicate House Trips
- SERC 04 - Serial Recordings Vol. 3
- SERC 05 - Serial Recordings Vol. 4
- SERC 07 - French Do It Better Vol. 1 (Mixed By Mathieu Bouthier)
- SERC 08 - French Do It Better Vol. 2 (Mixed By Mathieu Bouthier)
- SERC 09 - DJ Phantom (Grand Passage - My Music)
- SERC 011 - Soldiers Of Twilight (The S.O.T Experience)
- SERC 012 - DJ Phantom (Humility)
- SERC 013 - French Do It Better Vol. 3 (Mixed By Mathieu Bouthier)
- SERC 014 - Serial Mix Vol. 1 By Norman Doray Spring Box 2009
- SERC 015 - French Do It Better Vol. 4 (Mixed By Mathieu Bouthier)
- SERC 017 - Serial Mix Vol. 2 By Muttonheads Winter Box 2010
- SERC 021 - French Do It Better Vol. 5 (Mixed By Mathieu Bouthier)
- SERC 022 - Best Of Arno Cost 2006-2012
- SERC 023 - Serial Clubbing 2012 Vol. 1
- SERC 024 - Miami 2012 - Club Selection
- SERC 025 - Hot Tunes From Ibiza 2012
- SERC 026 - French Do It Better Vol. 6 (Mixed By Mathieu Bouthier) - Summer 2012
- SERC 027 - DJ Phantom presents Dubstep In A World
- SERC 028 - Christmas Dancefloor
- SERC 029 - Clubbing All Stars 2013
- SERC 030 - Deep In Your House
- SERC 031 - In the Arena
- SERC 032 - Deep In Your House Vol. 2